# Gruber (Familie, Appenzell Ausserrhoden)
Die Gruber sind eine Familie aus Gais im Schweizer Kanton Appenzell Ausserrhoden. Deren Mitglieder machten sich vor allem als Politiker einen Namen.

## Geschichte
Im 17. und 18. Jahrhundert waren die aus Gais stammenden Gruber eine der tonangebenden Familien im ausserrhodischen Landesteil vor der Sitter. Mit gezielter Heiratspolitik bauten sie ihre Stellung aus und stellten in sechs Generationen sieben Landesbeamte, darunter zwei Landammänner. Ihre wirtschaftliche Basis waren die Land- und Alpwirtschaft, sowie vereinzelt der Solddienst, der Fernhandel und die Medizin. Die Geschwister Johannes Gruber und Barbara Gruber, Schwiegermutter des Lorenz Wetter, waren im Leinwand- und Gewürzhandel tätig. Zwei prachtvolle Gebäude in Gais bezeugen die einstige Bedeutung der Familie.
Der sogenannte Gruberhandel war von 1707 bis 1712 das dominante innenpolitische Thema Ausserrhodens. Es handelte sich um eine Erbstreitigkeit zwischen den Verwandten väterlicherseits mit Namen Gruber und einem kinderlosen Familienmitglied mütterlicherseits mit Namen Ziegler. Die darin verwickelten Interessengruppen der Familie deckten sich mit den um die Führung der Landespolitik rivalisierenden Parteien. Der Gruberhandel führte zu einer starken politischen Polarisierung und nahm die Rivalitäten des Landhandels in den 1730er Jahren vorweg. Die Gruber überstanden diesen im Gegensatz zu der verschwägerten Familie Zellweger unbeschadet. In dessen Gefolge wurde Jakob Gruber gar zum Landammann gewählt.